# 慶南道民日報
慶南道民日報（キョンナムどうみんにっぽう、キョンナムドミンイルボ、朝鮮語: 경남도민일보）は、昌原市に本社を置き、慶尚南道一帯で発行されている大韓民国の日刊紙。
SNSやメタブログなどのニューメディア非常に強い地域紙として知られている。 姉妹紙に、月刊人物紙『피플파워（ピープルパワー）』がある。

## 沿革
IMFによる韓国経済引き締めの中で倒産した慶南毎日新聞を、慶南毎日労働組合の組合員たちが買収し、1999年5月11日に創刊、2000年にはインターネット上にホームページを立ち上げた。 
2011年8月、全国言論労働組合が「メディアレプ制定」を求めてゼネストを呼びかけた際、実際に新聞を休刊した唯一の報道機関であり、8月24日付の新聞を発行しなかった。この休刊は創刊以来初めてのことであった。

## NCダイノス最高殊勲選手授賞式
地元のプロ野球チームであるNCダイノスがKBOリーグに加わった2013年から、チームの殊勲選手をオンライン投票を通じて選出しており、1位得票者となった最高殊勲選手に純金10匁の野球のボールをあしらったトロフィーを、また、2位、3位の得票をとった最高打者、最高投手には純金8匁のトロフィーを授与している。

### 2013年
2013年のNCダイノス最高殊勲選手の投票では、金宗鎬が最高殊勲選手、李昊俊が最高打者賞、李在學が最高投手賞を受賞した。

### 2014年
2014年のNCダイノス最高殊勲選手の投票では、エリック・テイムズが最高殊勲選手、羅成範が最高打者賞、金珍成が最高投手賞を受賞した。

### 2015年
2015年のNCダイノス最高殊勲選手の投票では、エリック・テイムズが最高殊勲選手、羅成範が最高打者賞、エリック・ハッカーが最高投手賞を受賞した。